# 4월 4일
4월 4일은 그레고리력으로 94번째(윤년일 경우 95번째) 날에 해당한다.

## 사건
- 1147년 - 러시아의 왕자인 유리 돌고루키가 모스크바를 세우다.
- 1925년 - 슈츠스타펠이 창설되다.
- 1930년 - 파나마 공산당이 창설되다.
- 1939년 - 파이살 2세가 이라크의 왕이 되다.
- 1945년 - 헝가리가 나치 독일로부터 해방되다.
- 1949년 - 12개국이 북대서양 조약에 서명함으로써 북대서양 조약 기구가 창설되다.
- 1955년 - 중화인민공화국 7기 5중전회 개최 : 임표, 등소평을 정치국위원에 선출하다.
- 2009년
  - OECD가 필리핀, 코스타리카, 라부안, 말레이시아를 조세 피난처로 악용되고 있다며 블랙리스트 국가로 지정하다.
  - 미국의 무인 항공기 MQ-1 프레데터에서 발사된 원격 제어 미사일이 파키스탄의 북 와지리스탄에 떨어져 13명 이상이 숨지다.
- 2019년 - 2019년 강원도 산불이 발생했다.
- 2025년 - 윤석열 대통령이 헌법재판소에서 8:0의 만장일치로 인용되어 파면되어 대한민국 대통령직을 잃게 되다.

## 문화
- 1768년 - '현대 서커스의 아버지' 필립 애스틀리(Philip Astley)가 영국 런던에 승마 학교를 열면서 현대적 서커스가 첫선을 보이다.
- 1958년 - 대한극장 개관.
- 1973년 - 뉴욕 세계 무역 센터가 개장하다.

## 탄생
- 186년 - 로마의 제국 제21대 황제 카라칼라. (~217년)
- 1490년 - 조선의 옹주 정혜옹주. (~1507년)
- 1800년 - 일본의 제9대 미토 번주 도쿠가와 나리아키. (~1860년)
- 1858년 - 프랑스의 시인, 소설가, 문예평론가 레미 드 구르몽. (~1915년)
- 1876년 - 프랑스의 화가 모리스 드 블라맹크. (~1958년)
- 1879년 - 핀란드의 정치가 아이모 카얀데르. (~1943년)
- 1881년 - 미국의 정치인 모드 프래지어. (~1963년)
- 1889년 - 독일의 군인 한스위르겐 폰 아르님. (~1962년)
- 1905년 - 프랑스의 작곡가 외젠 보자. (~1991년)
- 1908년 - 캐나다, 미국의 사교계 명사 프랜시스 포드 시모어. (~1950년)
- 1910년 - 중앙아프리카공화국의 정치인 바르텔레미 보간다. (~1959년)
- 1913년 - 대한민국의 시인 김현승. (~1975년)
- 1914년 - 프랑스의 작가, 영화 감독 마르그리트 뒤라스. (~1996년)
- 1923년 - 미국의 영화배우 진 레이놀즈. (~2020년)
- 1924년
  - 미국의 야구 선수 길 호지스. (~1972년)
  - 미국의 영화배우 노린 내쉬. (~2023년)
- 1928년
  - 미국의 영화배우 에스텔 해리스. (~2022년)
  - 미국의 시인 마야 앤절로. (~2014년)
- 1929년
  - 대한민국의 천문학자 조경철. (~2010년)
  - 오스트레일리아의 배우 조지 미켈. (~2020년)
- 1932년 - 러시아의 영화감독 안드레이 타르콥스키. (~1986년)
- 1935년 - 미국의 배우, 성우 케네스 마스. (~2011년)
- 1938년
  - 대한민국의 종교학자 출신 정치인 신정일. (~1999년)
  - 대한민국의 바둑 기사 정창현. (~1983년)
- 1939년 - 남아프리카공화국의 트럼펫 연주자 휴 마세켈라. (~2018년)
- 1942년 - 대한민국의 정치인, 공무원 이원종.
- 1946년 - 대한민국의 성우 한상혁.
- 1949년 - 중국의 수학자 야우싱퉁.
- 1950년 - 미국의 배우 크리스틴 라티.
- 1952년 - 영국의 가수 게리 무어. (~2011년)
- 1954년 - 대한민국의 공무원, 정치인 최문순.
- 1957년
  - 핀란드의 영화 감독 아키 카우리스매키.
  - 일본의 축구 선수 기무라 다카히로.
  - 멕시코의 마약밀수자 호아킨 구스만.
- 1960년 - 오스트레일리아의 배우 휴고 위빙.
- 1961년
  - 일본의 성우 마츠이 나오코.
  - 미국의 프로 권투 선수 레이 머서.
- 1962년 - 대한민국의 배우 김진호.
- 1963년 - 아일랜드의 배우 겸 방송인 그레이엄 노턴.
- 1965년 - 미국의 배우 로버트 다우니 주니어.
- 1966년 - 대한민국의 배우, 대학 교수 허윤정.
- 1967년 - 대한민국의 기업인, 정치인 양향자.
- 1969년
  - 미국의 정치인 모 코원.
  - 콜롬비아의 권투 선수 호르헤 훌리오.
- 1970년 - 대한민국의 가수 김영남.
- 1972년
  - 대한민국의 배우 김태희.
  - 대한민국의 배우 정의갑.
- 1973년 - 대한민국의 전 야구 선수 송지만.
- 1975년 - 대한민국의 배우 강민호.
- 1976년
  - 대한민국의 양궁 선수 장용호.
  - 대한민국의 가수 김현정.
  - 브라질의 축구 선수 이메르송.
- 1977년 - 대한민국의 가수 박성현.
- 1979년
  - 오스트레일리아의 배우 히스 레저. (~2008년)
  - 대한민국의 배우 서동원.
  - 중화민국의 배우, 가수 천차오언.
  - 러시아의 카누스프린트 선수 막심 오팔레프.
- 1980년- 대한민국 배우 공효진.
- 1981년
  - 대한민국의 성우 고구인.
  - 대한민국의 가수 박승일.
- 1982년 - 대한민국의 아나운서 강미정.
- 1983년 - 대한민국의 가수 테이.
- 1984년 - 대한민국의 전 농구 선수, 현 농구코치 박구영.
- 1985년 - 스페인의 농구 선수 루디 페르난데스.
- 1986년
  - 대한민국의 가수 은혁 (슈퍼주니어).
  - 아일랜드의 축구 선수 에이든 맥기디.
  - 대한민국의 범죄자 이희진.
- 1987년
  - 대한민국의 수영 선수 이주형.
  - 대한민국의 미스코리아 박나은.
  - 독일의 축구 선수 사미 케디라.
- 1988년 - 독일의 축구 선수 나딘 케슬러.
- 1989년 - 오스트리아의 클라리넷 연주자 안드레아스 오텐자머.
- 1990년
  - 대한민국의 가수 이제나.
  - 대한민국의 치어리더 김한나.
  - 카자흐스탄 태생 아제르바이잔의 축구 선수 디미트리 나자로프.
- 1991년
  - 일본의 배우 코이케 유이.
  - 미국의 배우, 가수 제이미 린 스피어스.
  - 일본의 전 축구 선수 핫토리 고헤이.
  - 미국의 레드삭스 선수 마틴 페레즈.
- 1992년
  - 미국의 배우 알렉사 니컬러스.
  - 대한민국의 가수 이윤지.
  - 독일의 농구 선수 다니엘 타이스.
- 1993년 - 대한민국의 베이시스트 임동건. (혁오)
- 1994년
  - 대한민국의 농구 선수 최준용.
  - 일본의 가수 스가야 리사코 (Berryz코보).
  - 대한민국의 가수 휴이.
- 1995년 - 체코의 테니스 선수 바르보라 슈테프코바.
- 1996년
  - 대한민국의 배우 승유.
  - 대한민국의 축구 선수 최병찬.
- 1997년 - 대한민국의 가수 공지호 (오마이걸).
- 1998년
  - 대한민국의 배우 서지희.
  - 대한민국의 축구 선수 장결희.
  - 대한민국의 배우 배인혁.
- 1999년
  - 대한민국의 가수 경서.
  - 일본의 배우, 전 가수 니시노 미키. (AKB48)
  - 일본의 아이돌 타카츠카 히로무.
- 2000년 - 대한민국의 배우 김은비.
- 2001년 - 일본의 가수 마코. (NiziU)
- 2002년
  - 대한민국의 야구 선수 조형우.
  - 대한민국의 가수 김윤희.
- 2003년
  - 잉글랜드의 축구 선수 하비 엘리엇.
  - 대한민국의 래퍼 CLIQUE.
- 2006년 - 대한민국의 스노보드 선수 강동훈.

### 미상
- 대한민국의 축구 선수 김보성.

## 사망
- 397년 - 밀라노의 주교 암브로시우스. (340년~)
- 636년 - 세비야의 대주교 이시도루스 히스팔렌시스. (560년~)
- 896년 - 제111대의 교황 교황 포르모소. (816년~)
- 1617년 - 로그를 발명한 영국의 수학자 존 네이피어. (1550년~)
- 1841년 - 미국의 제9대 대통령 윌리엄 헨리 해리슨. (1773년~)
- 1953년 - 루마니아의 국왕 카롤 2세. (1893년~)
- 1960년 - 나치 독일 SS장교 알프레트 나우요크스. (1911년~)
- 1968년 - 미국의 목사, 인권 운동가 마틴 루터 킹 주니어. (1929년~)
- 1986년 - 러시아의 영화감독 안드레이 타르콥스키. (1932년~)
- 2012년 - 프랑스의 영화 감독, 각본가 클로드 밀러. (1942년~)
- 2015년 - 대한민국의 비전향 장기수 방재순. (1917년~)
- 2016년 - 대한민국의 시인 송수권. (1940년~)
- 2018년 - 대한민국의 영화배우 오순택. (1932년~)
- 2020년
  - 미국의 영화배우 포레스트 콤프턴. (1925년~)
  - 튀니지의 디자이너 레일라 멘샤리. (1927년~)
  - 온두라스의 제50대 대통령 라파엘 카예하스. (1943년~)
- 2021년
  - 대한민국의 바둑 기사 김인. (1943년~)
  - 일본의 각본가 하시다 스가코. (1925년~)
- 2023년
  - 대한민국의 축구 선수, 축구 감독 박경화. (1939년~)
  - 대한민국의 가수 현미. (1938년~)
- 2024년 - 잉글랜드의 작가 린 레이드 뱅크스. (1929년~)

## 기념일
- 지뢰 인식과 지뢰 제거 활동 국제 지원의 날
- 독립기념일: 세네갈
- 평화의 날(Peace Day): 앙골라
- 청명(淸明): 4월 4일 또는 5일. 대한민국
  - 청명절(淸明節): 중화인민공화국, 중화민국, 홍콩
- 아동절(兒童節): 중화민국, 홍콩

## 같이 보기
- 전날: 4월 3일 다음날: 4월 5일 - 전달: 3월 4일 다음달: 5월 4일
- 음력: 4월 4일
- 모두 보기